# Estação Gorki
Gorki (em russo:  Горки, em tártaro:  Горки) é uma das estações da linha Tsentralhnaia (Linha 1) do Metro de Cazã, na Rússia. A estação «Gorki» está localizada entre as estações «Prospekt Pobedy» e «Ametievo».